# 中津川西インターチェンジ
中津川西インターチェンジ（なかつがわにしインターチェンジ）は、岐阜県中津川市で計画中の中央自動車道のインターチェンジである。名称は仮称である。濃飛横断自動車道に接続する。

## 道路
- E19 中央自動車道

## 接続する路線
- 濃飛横断自動車道[1]

## 周辺
- リニア中央新幹線岐阜県駅
- 中央本線美乃坂本駅

## 隣
E19 中央自動車道
(27) 中津川IC - 中津川西IC（計画中） - 恵那峡SA - (28) 恵那IC